# Cantonul Strasbourg-9

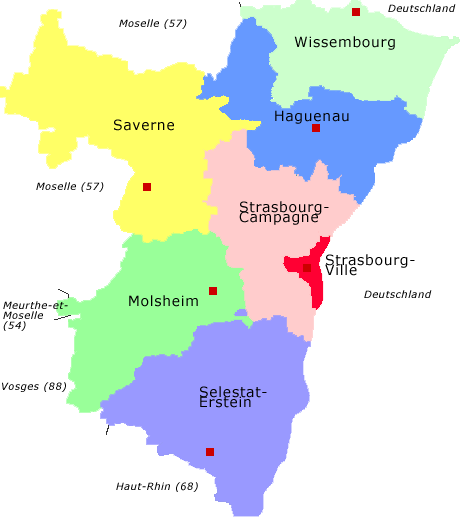
Harta Cantonul Strasbourg-9

Cantonul Strasbourg-9 este un canton din arondismentul Straatsburg-Stad, departamentul Bas-Rhin, regiunea Alsacia, Franța.